# Robert Jemison
Robert Jemison, Jr. (* 17. September 1802 in Lincoln County, Georgia; † 16. Oktober 1871 in Tuscaloosa, Tuscaloosa County, Alabama) war ein amerikanischer Politiker im 19. Jahrhundert.
Jemison war von 1837 bis 1863 Mitglied der Alabama State Legislature. Ferner vertrat er 1861 als Delegierter den Staat Alabama bei dessen Sezessionskonvent, wo er sich gegen den Austritt seines Staates aus der Union aussprach. Nach Ausbruch des Amerikanischen Bürgerkrieges war er von 1863 bis 1865 als Senator im 1. und 2. Konföderiertenkongress tätig.
Beruflich war Jemison in vielen Bereichen tätig. Er besaß im westlichen Alabama sechs Plantagen mit einer Fläche von etwa 4000 Hektar. Außerdem betrieb er unter anderem Postkutschenlinien, Sägewerke und ein Hotel. Er ließ auch Straßen und Brücken bauen und verlangte dann für deren Benutzung Gebühren.